# ناقلة ميثيل-N فينيل إيثانولامين
ناقلة N-ميثيل فينيل إيثانولامين واختصارا (PNMT) هو إنزيم يتواجد أساسا في لب الغدة الكظرية ويحول نورإبينفرين (نورأدرينالين) إلى إبينفرين (أدرينالين). ويعبر عنه كذلك في مجموعات صغيرة من العصبونات في الدماغ البشري.

## الموضع
وُجد أن مكان تخليق الإبينفرين (ومنه مكان الإنزيم PNMT المخلِّق له) بشكل كبير في لب الغدة الكظرية والغدة الكظرية لدى معظم الأجناس. وتم تحديد مكانه لدى معظم الثدديات البالغة في سيتوبلازم هذه الخلايا النخاعية.
أظهرت دراسات حديثة أن الرنا الرسول والبروتين الخاصين بـPNMT يتم التعبير عنهما في مناطق أخرى من الجسم كذلك مثل: بعض المسارات العصبية، الشبكية، وتم توضحي أن كلا أذيني وبطيني القلب مواقع للتعبير عن PNMT. يُنتَج الإبينيفرن في مجموعة صغيرة من العصبونات في الدماغ البشري والتي تعبر عن PNMT، تمتد هذه العصبونات من نواةٍ مجاورة (بطنية جانبية) لمنطقة الباحة المنخفضة ومن نواة في المنطقة الظهرية للسبيل المفرد.